# Dachiv
Dachiv (ukrainien : Дашів) est une commune urbaine de l'oblast de Vinnytsia, en Ukraine. Elle compte 3 774 habitants en 2021.